# 1659 en musique classique
| \| • Retour à la chronologie générale de la musique classique • \| |
| Grèce • Rome • Haut Moyen Âge • VIIIe siècle • IXe siècle • Xe siècle • XIe siècle XIIe siècle • XIIIe siècle • XIVe siècle • XVe siècle • XVIe siècle • XVIIe siècle XVIIIe siècle • XIXe siècle • XXe siècle • XXIe siècle |
| • Retour à la chronologie générale de la musique classique • |

| Années en musique classique : 1656 - 1657 - 1658 - 1659 - 1660 - 1661 - 1662    |
| Décennies en musique classique : 1620 - 1630 - 1640 - 1650 - 1660 - 1670 - 1680 |

## Événements
- La Pastorale d'Issy, de Robert Cambert, à l’origine de l’opéra français..
- Lully fait présenter le ballet de La Raillerie.

## Naissances

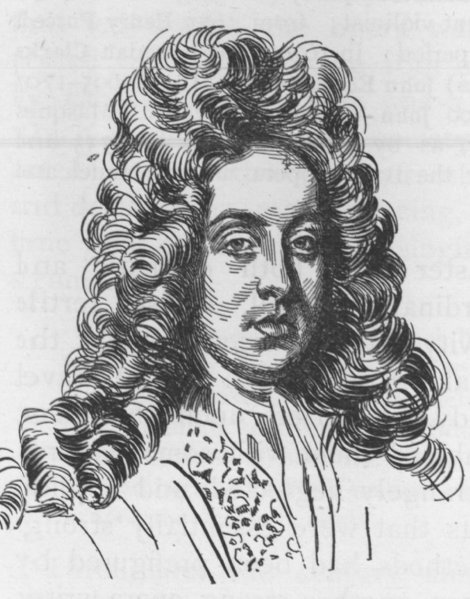
Henry Purcell

- 17 janvier : Antonio Veracini, compositeur italien († 24 octobre 1745).
- 6 mars : Salomon Franck, juriste, scientifique et poète allemand († 11 juillet 1725).
- 16 juin : Johann Jacob Heidegger, personnalité de l'opéra († 7 septembre 1749).
- 10 septembre : Henry Purcell, compositeur anglais († 21 novembre 1695).

## Décès

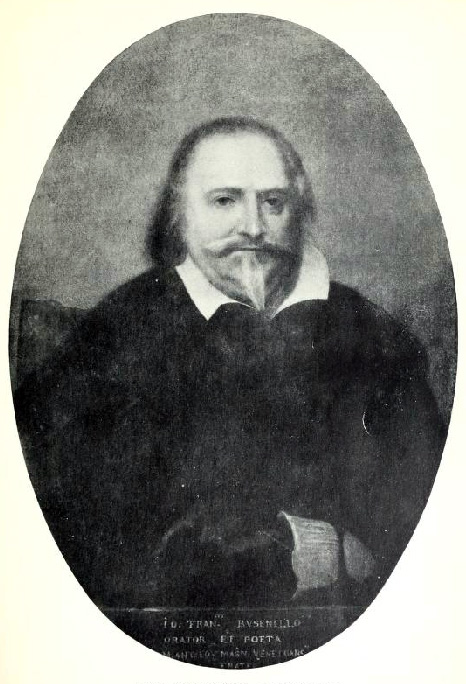
Giovanni Busenello

- 27 octobre : Giovanni Francesco Busenello, juriste, librettiste et poète italien (° 24 septembre 1598).